# Kalač-na-Donu
Kalač-na-Donu (Kalač sul Don) è una città della Russia europea meridionale (oblast' di Volgograd), situata sulla sponda sinistra del bacino di Cimljansk a breve distanza dal punto da cui si distacca il canale Volga-Don, 85 chilometri a ovest del capoluogo Volgograd; è il capoluogo amministrativo del rajon Kalačëvskij.

## Storia
La città fu fondata nel 1708 come stanziamento cosacco.
Durante la seconda guerra mondiale si combatterono a ovest della città, nella grande ansa del Don, dal 27 luglio all'11 agosto 1942 una serie di aspre battaglie tra reparti corazzati della Wehrmacht e dell'Armata Rossa che terminarono con la vittoria della 6ª Armata tedesca del generale Friedrich Paulus che quindi poté proseguire la sua avanzata fino a Stalingrado.

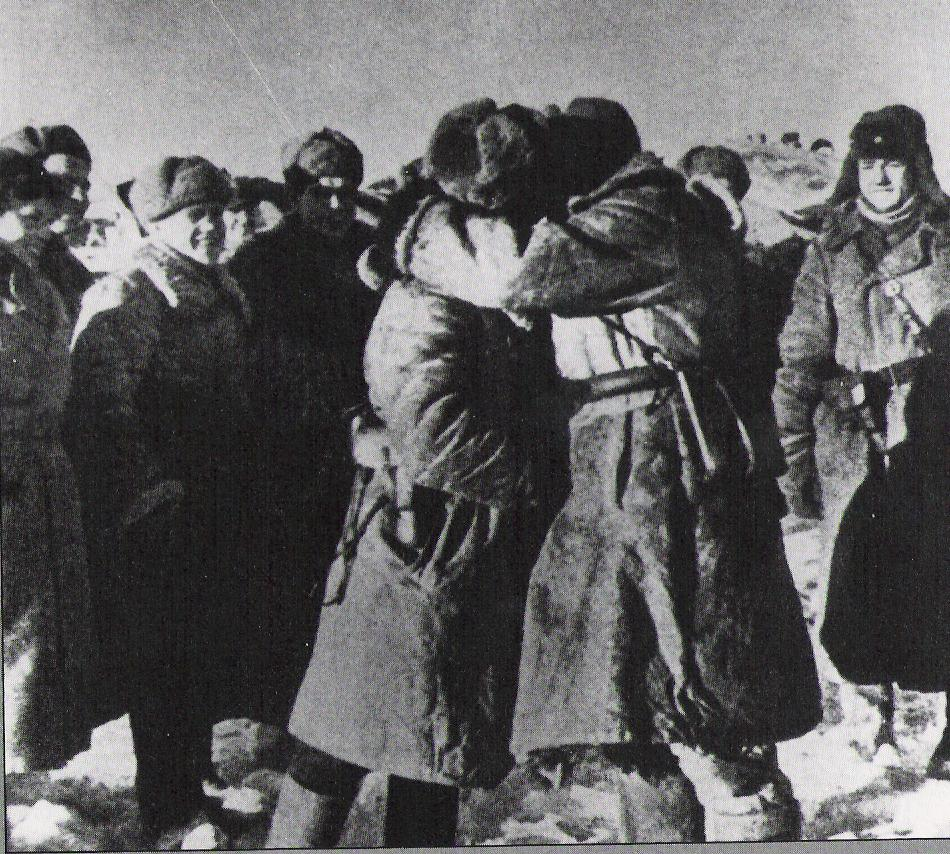
I comandanti delle brigate carri sovietiche si abbracciano dopo il congiungimento a Sovetskij, pochi chilometri a est di Kalač, il 23 novembre 1942 ed il completamento dell'operazione Urano.

Kalač è però soprattutto nota per essere il luogo in cui il 23 novembre 1942 si incontrarono i due bracci della tenaglia con cui l'Armata Rossa portò a termine con successo l'operazione Urano, l'accerchiamento della 6ª Armata tedesca che combatteva ancora a Stalingrado.
La notte del 21 novembre 1942 l'avanguardia del 26º Corpo carri sovietico del generale Aleksej Grigor'evič Rodin conquistò di sorpresa il ponte sul Don a Berezvoskij, pochi chilometri a nord di Kalač e il giorno 22 novembre tre brigate corazzate del 26º Corpo carri e del 4º Corpo carri sconfissero i deboli reparti della 24. Panzer-Division e della 16. Panzer-Division tedesche e attraversarono in forze il fiume schierandosi a nord di Kalač. La mattina del 23 novembre la cittadina, difesa da una serie di formazioni di seconda linea tedesche al comando del colonnello Hans Mikosch, venne attaccata da nord e da ovest da due brigate del 26º Corpo carri del generale Rodin e occupata dai sovietici entro le ore 14.00.
Nel frattempo una brigata carri del 4º Corpo carri del generale Andrej Grigor'evič Kravčenko aveva proseguito subito verso est per ricercare il collegamento con le forze mobili sovietiche provenienti da sud. L'incontro avvenne alle ore 15.00 del 23 novembre 1942 tra i carristi del 4º Corpo carri e quelli del 4º Corpo meccanizzato del generale Vasilij Timofeevič Vol'skij nel territorio tra i villaggi di Sovetskij e Krivomužinskaja, circa quindici chilometri a est di Kalač.
La 6ª Armata del generale Paulus venne completamente accerchiata nella sacca di Stalingrado e, dopo una strenua resistenza, fu costretta alla resa il 2 febbraio 1943.

## Società

### Evoluzione demografica
Fonte: mojgorod.ru
- 1959: 16.700
- 1970: 20.800
- 1979: 22.800
- 1989: 23.000
- 2007: 26.600
- 2021: 24.200